# Avro 523 Pike
L'Avro 523 Pike fu un aereo multiruolo bimotore biplano sviluppato dall'azienda aeronautica britannica A.V. Roe and Company (Avro) negli anni dieci del XX secolo ma che non superò la fase di prototipo.

## Storia del progetto
L'Avro Type 523 fu concepito per fornire la Royal Naval Air Service di un caccia anti-zeppelin con capacità di ricognitore a lungo raggio nonché con funzione di bombardiere leggero. Il modello era caratterizzato dalla configurazione a velatura biplana e motori in configurazione spingente, fusoliera triposto con il pilota posto al centro e i due artiglieri uno a poppa e uno a prua.
L'Ammiragliato valutò il velivolo, ma alla fine decise di scartarlo e l'Avro realizzò un secondo prototipo, sostituendo gli originali motori 8 cilindri a V con una coppia di Green E.6 a 6 cilindri in linea, identificato dall'azienda come 523A. Nuovamente il velivolo venne proposto all'Ammiragliato, ma questi lo considerò comunque obsoleto e non vi furono altri sviluppi.

## Impiego operativo
I due Pike furono utilizzati dall'Avro come aerei test per tutta la durata della guerra.